# Bohuňov (ort i Tjeckien, Vysočina)
Bohuňov är en ort i Tjeckien.   Den ligger i regionen Vysočina, i den centrala delen av landet, 140 km öster om huvudstaden Prag. Bohuňov ligger 619 meter över havet och antalet invånare är 242.
Terrängen runt Bohuňov är platt åt sydväst, men åt nordost är den kuperad. Runt Bohuňov är det ganska tätbefolkat, med 111 invånare per kvadratkilometer. Närmaste större samhälle är Bystřice nad Pernštejnem, 5,9 km sydost om Bohuňov. Omgivningarna runt Bohuňov är en mosaik av jordbruksmark och naturlig växtlighet.